# Núi Yake
Núi Yake (焼岳 (Thiêu nhạc) Yake-take) theo nghĩa đen, "núi đốt cháy" là một núi lửa hoạt động thuộc dãy núi Hida, nằm giữa Matsumoto, Nagano, và Takayama, Gifu, Nhật Bản. Đây  là một trong 100 núi nổi tiếng Nhật Bản, đỉnh cao nhất đạt 2.455 m (8.054 ft).